# Premi e riconoscimenti di Penélope Cruz

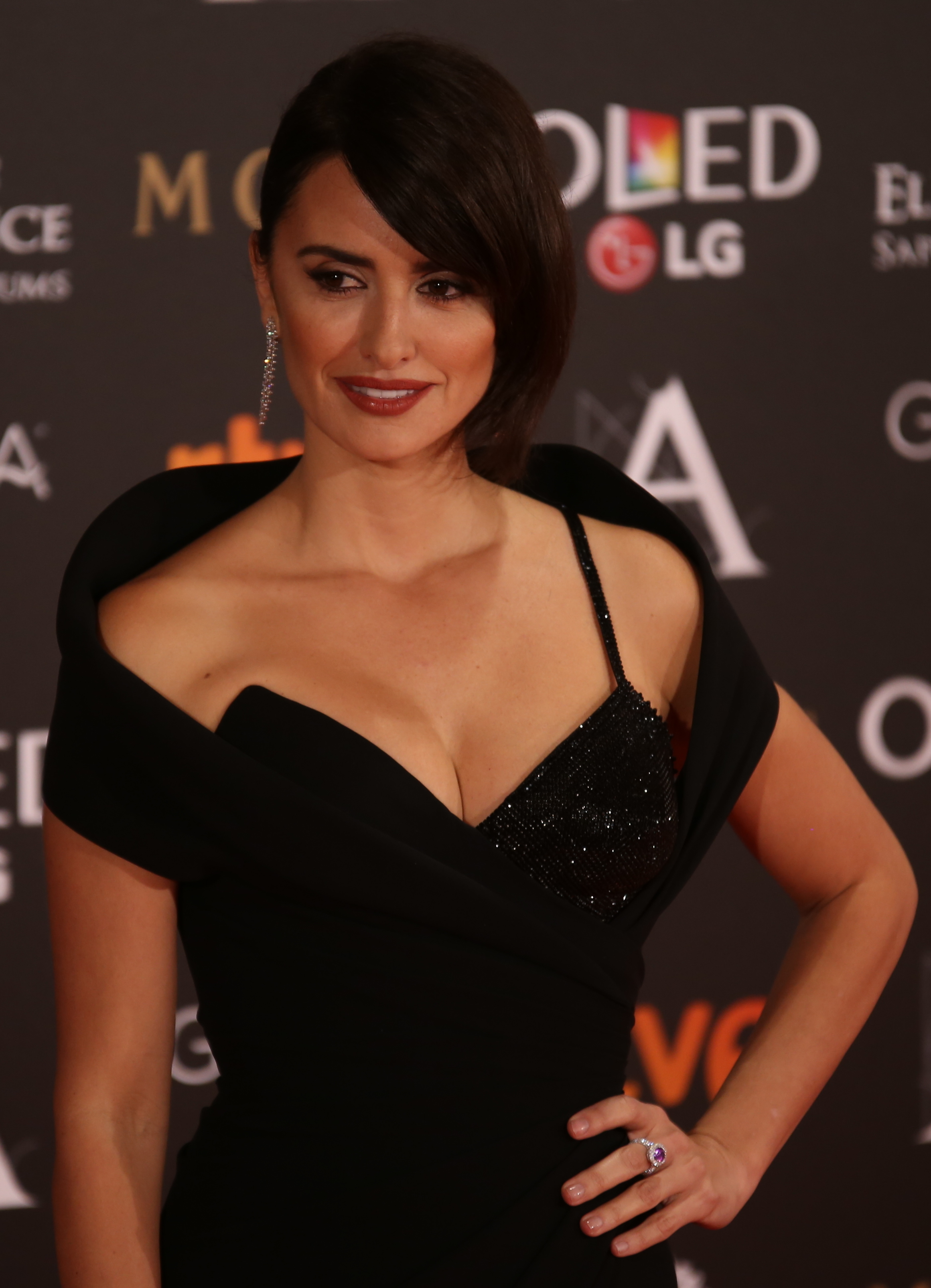
Penélope Cruz nel 2017

Questa è una lista dei vari premi e riconoscimenti che ha ricevuto l'attrice Penélope Cruz.

## Premi cinematografici

### Principali
- Premio Oscar
  - 2007 – Candidatura alla migliore attrice per Volver
  - 2009 – Migliore attrice non protagonista per Vicky Cristina Barcelona[1]
  - 2010 – Candidatura alla migliore attrice non protagonista per Nine
  - 2022 – Candidatura alla migliore attrice per Madres paralelas[2]

- Golden Globe
  - 2007 – Candidatura alla migliore attrice in un film drammatico per Volver[3]
  - 2009 – Candidatura alla migliore attrice non protagonista per Vicky Cristina Barcelona[4]
  - 2010 – Candidatura alla migliore attrice non protagonista per Nine
  - 2019 – Candidatura alla migliore attrice non protagonista in una serie, miniserie o film televisivo per L'assassinio di Gianni Versace - American Crime Story[5]

- Premi BAFTA
  - 2007 – Candidatura alla migliore attrice per Volver
  - 2009 – Migliore attrice non protagonista per Vicky Cristina Barcelona[6]

- Premio Goya
  - 1993 – Candidatura alla miglior attrice protagonista per Prosciutto prosciutto
  - 1999 – Miglior attrice protagonista per La niña dei tuoi sogni
  - 2005 – Candidatura alla miglior attrice protagonista per Non ti muovere
  - 2007 – Miglior attrice protagonista per Volver
  - 2009 – Miglior attrice non protagonista per Vicky Cristina Barcelona
  - 2010 – Candidatura alla miglior attrice protagonista per Gli abbracci spezzati
  - 2013 – Candidatura alla miglior attrice protagonista per Venuto al mondo
  - 2016 – Candidatura alla miglior attrice protagonista per Ma ma - Tutto andrà bene
  - 2017 – Candidatura alla miglior attrice protagonista per La reina de España
  - 2018 – Candidatura alla miglior attrice protagonista per Escobar - Il fascino del male
  - 2019 – Candidatura alla miglior attrice protagonista per Tutti lo sanno
  - 2020 – Candidatura alla miglior attrice protagonista per Dolor y gloria[7]
  - 2022 – Candidatura alla migliore attrice protagonista per Madres paralelas
  - 2023 – Candidatura alla migliore attrice non protagonista per Tutto in un giorno

- David di Donatello
  - 2004 – Miglior attrice protagonista per Non ti muovere[8]
  - 2023 - Candidatura alla miglior attrice protagonista per L'immensità
- Screen Actors Guild Awards
  - 2007 – Candidatura alla miglior attrice protagonista per Volver[9]
  - 2009 – Candidatura alla miglior attrice non protagonista per Vicky Cristina Barcelona
  - 2010 – Candidatura alla miglior attrice non protagonista per Nine
  - 2010 – Candidatura al miglior cast per Nine
  - 2019 – Candidatura alla Migliore attrice in un film televisivo o mini-serie per L'assassinio di Gianni Versace - American Crime Story[10]
  - 2024 - Candidatura alla miglior attrice non protagonista per Ferrari

### Altri
- AACTA International Awards
  - 2022 – Candidatura alla migliore attrice per Madres paralelas

- Alliance of Women Film Journalists
  - 2006 – Candidatura alla miglior attrice comica per Volver
  - 2006 – Candidatura alla miglior attrice drammatica per Volver
  - 2008 – Candidatura alla miglior attrice non protagonista per Vicky Cristina Barcelona
  - 2008 – Miglior rappresentazione della seduzione (con Scarlett Johansson) per Vicky Cristina Barcelona
  - 2008 – Miglior rappresentazione della nudità o sessualità (con Ben Kingsley) per Lezioni d'amore

- Alma Awards
  - 1999 – Candidatura alla miglior attrice cinematografica per Hi-Lo Country
  - 2002 – Candidatura alla miglior attrice cinematografica per Vanilla Sky
  - 2009 – Miglior attrice cinematografica per Vicky Cristina Barcelona
  - 2011 – Candidatura alla miglior attrice in un film drammatico/d'avventura per Pirati dei Caraibi - Oltre i confini del mare
  - 2012 – Candidatura alla miglior attrice in un film commedia/musical per To Rome with Love

- Austin Film Critics Association
  - 2022 – Candidatura alla miglior attrice per Madres paralelas

- Awards Circuit Community Awards
  - 2008 – Candidatura alla miglior attrice non protagonista per Vicky Cristina Barcelona[11]

- Bambi Awards
  - 2018 – Miglior attrice internazionale[12]

- Black Reel Awards
  - 2008 – Candidatura alla miglior attrice non protagonista per Vicky Cristina Barcelona

- Blockbuster Entertainment Awards
  - 2001 – Candidatura alla miglior attrice in un film drammatico/romantico per Passione ribelle

- Boston Society of Film Critics Awards
  - 2008 – Miglior attrice non protagonista per Vicky Cristina Barcelona

- Critics' Choice Movie Award
  - 2007 – Candidatura alla miglior attrice per Volver[13]
  - 2009 – Candidatura alla miglior attrice non protagonista per Vicky Cristina Barcelona[14]
  - 2019 – Candidatura alla Miglior attrice non protagonista in un film per la televisione o miniserie per L'assassinio di Gianni Versace - American Crime Story[15]

- César Awards
  - 2018 – Premio César onorario[16]

- Chicago Film Critics Association Awards
  - 2006 – Candidatura alla miglior attrice per Volver
  - 2008 – Candidatura alla miglior attrice non protagonista per Vicky Cristina Barcelona

- Chlotrudis Awards
  - 2009 – Candidatura alla miglior attrice non protagonista per Vicky Cristina Barcelona

- Dallas-Fort Worth Film Critics Association Awards
  - 2006 – Candidatura alla miglior attrice per Volver
  - 2008 – Candidatura alla miglior attrice non protagonista per Vicky Cristina Barcelona

- Detroit Film Critics Society Awards
  - 2008 – Candidatura alla miglior attrice non protagonista per Vicky Cristina Barcelona

- Dublin Film Critics Circle Awards
  - 2006 – Miglior attrice per Volver

- Premio Emmy
  - 2018 – Candidatura alla miglior attrice non protagonista in una miniserie o film-tv per American Crime Story: L'assassinio di Gianni Versace[17]

- Empire Awards
  - 2007 – Miglior attrice per Volver

- European Film Awards
  - 1999 – Candidatura alla miglior attrice per La niña dei tuoi sogni[18]
  - 2001 – Premio del pubblico - Candidatura alla miglior attrice per Il mandolino del capitano Corelli
  - 2003 – Premio del pubblico - Candidatura alla miglior attrice per Il tulipano d'oro
  - 2004 – Candidatura alla miglior attrice per Non ti muovere[19]
  - 2004 - Premio del pubblico - Miglior attrice per Non ti muovere[19]
  - 2006 – Miglior attrice per Volver[20]
  - 2009 – Candidatura alla miglior attrice per Gli abbracci spezzati[21]
  - 2022 – Candidatura alla miglior attrice per Madres Paralelas

- Festival di Cannes
  - 2006 – Prix d'interprétation féminine per Volver[22]

- Festival Internacional de Cine de Comedia de Peñíscola
  - 1995 – Miglior attrice per Tutto è bugia

- Fotogrammi d'argento
  - 1993 – Candidatura alla miglior attrice cinematografica per Prosciutto prosciutto e Belle Époque
  - 1999 – Candidatura alla miglior attrice cinematografica per Allegro ma non troppo e Tutto è bugia
  - 1999 – Miglior attrice cinematografica per La niña dei tuoi sogni
  - 2007 – Miglior attrice cinematografica per Volver
  - 2009 – Candidatura alla miglior attrice cinematografica per Vicky Cristina Barcelona
  - 2010 – Miglior attrice cinematografica per Gli abbracci spezzati[23]
  - 2016 – Miglior attrice cinematografica per Ma ma
  - 2019 – Candidatura alla miglior attrice cinematografica per Tutti lo sanno

- Globo d'oro
  - 1994 – Candidatura alla miglior attrice per Per amore, solo per amore

- Gotham Awards
  - 2008 – Miglior cast per Vicky Cristina Barcelona
  - 2008 – Premio alla carriera

- Hollywood Film Awards
  - 2006 – Miglior attrice dell'anno per Volver

- Houston Film Critics Society Awards
  - 2008 – Candidatura alla miglior attrice non protagonista per Vicky Cristina Barcelona
  - 2009 – Candidatura alla miglior attrice non protagonista per Nine
  - 2022 – Candidatura alla miglior attrice per Madres paralelas

- Imagen Awards
  - 2002 – Female Entertainer of the Year Award
  - 2011 – Candidatura alla miglior attrice cinematografica per Manolete

- Independent Spirit Awards
  - 2009 – Miglior attrice non protagonista per Vicky Cristina Barcelona

- International Cinephile Society Awards
  - 2009 – Candidatura alla miglior attrice non protagonista per Vicky Cristina Barcelona
  - 2010 – Candidatura alla miglior attrice non protagonista per Gli abbracci spezzati
  - 2022 – Candidatura alla migliore attrice per Madres pararelas

- Iowa Film Critics Association Awards
  - 2009 – Miglior attrice non protagonista per Vicky Cristina Barcelona

- Irish Film and Television Awards
  - 2007 - Candidatura alla miglior attrice internazionale - Premio del pubblico per Volver
  - 2010 - Candidatura alla miglior attrice internazionale - Premio del pubblico per Gli abbracci spezzati

- Jupiter Awards
  - 2009 - Miglior attrice internazionale per Vicky Cristina Barcelona
  - 2012 - Candidatura alla miglior attrice internazionale per Pirati dei Caraibi - Oltre i confini del mare

- Kansas City Film Critics Circle Awards
  - 2009 – Miglior attrice non protagonista per Vicky Cristina Barcelona

- London Critics Circle Film Awards
  - 2007 – Candidatura all'attrice dell'anno per Volver [24]
  - 2009 – Candidatura all'attrice dell'anno per Vicky Cristina Barcelona
  - 2022 – Candidatura all'attrice dell'anno per Madres paralelas

- Los Angeles Film Critics Association Awards
  - 2006 – Candidatura alla miglior attrice per Volver
  - 2008 – Miglior attrice non protagonista per Lezioni d'amore e Vicky Cristina Barcelona
  - 2021 – Miglior attrice per Madres paralelas

- Mostra internazionale d'arte cinematografica di Venezia
  - 2021 – Coppa Volpi per la migliore interpretazione femminile per Madres paralelas[25]

- MTV Movie & TV Awards
  - 2002 – Candidatura per la miglior performance rivelazione femminile per Blow

- NAACP Image Awards
  - 2007 – Candidatura alla miglior attrice cinematografica per Volver

- National Board of Review of Motion Pictures
  - 2008 – Miglior attrice non protagonista per Vicky Cristina Barcelona

- National Society of Film Critics Awards
  - 2009 - Candidatura alla miglior attrice non protagonista per Vicky Cristina Barcelona
  - 2022 – Miglior attrice per Madres paralelas

- New York Film Critics Circle Awards
  - 2008 - Miglior attrice non protagonista per Vicky Cristina Barcelona

- New York Film Critics Online Awards
  - 2008 – Miglior attrice non protagonista per Vicky Cristina Barcelona

- Online Film Critics Society Awards
  - 2007 – Candidatura alla miglior attrice per Volver
  - 2009 – Candidatura alla miglior attrice non protagonista per Vicky Cristina Barcelona

- Palm Springs International Film Festival
  - 2022 – Miglior attrice per Madres paralelas

- Premios ACE (Asociación de Cronistas del Espectáculo)
  - 2007 – Miglior attrice cinematografica per Volver

- Premios CEC (Círculo de Escritores Cinematográficos)
  - 2007 – Miglior attrice per Volver
  - 2009 – Candidatura alla miglior attrice non protagonista per Vicky Cristina Barcelona
  - 2010 – Candidatura alla miglior attrice per Gli abbracci spezzati
  - 2016 – Candidatura alla miglior attrice per Ma ma

- Premios de la Unión de Actores y Actrices
  - 1992 – Candidatura alla miglior interpretazione rivelazione per Prosciutto prosciutto
  - 1992 – Miglior interpretazione secondaria (cinema) per Belle Époque
  - 1997 – Candidatura alla miglior interpretazione di reparto (cinema) per Carne trémula
  - 1998 – Miglior interpretazione protagonista (cinema) per La niña dei tuoi sogni
  - 2006 – Miglior attrice protagonista (cinema) per Volver
  - 2008 – Candidatura alla miglior attrice secondaria (cinema) per Vicky Cristina Barcelona
  - 2009 – Candidatura alla miglior attrice protagonista (cinema) per Gli abbracci spezzati

- Premios Feroz
  - 2016 – Candidatura alla miglior attrice protagonista per Ma ma

- Premios Gaudí
  - 2009 – Miglior interpretazione femminile secondaria per Vicky Cristina Barcelona

- Premios José María Forqué
  - 2016 – Candidatura alla miglior attrice per Ma ma

- Premios Ondas
  - 1993 – Miglior interpretazione per Prosciutto prosciutto

- Razzie Awards
  - 2002 – Candidatura alla peggior attrice per Blow, Il mandolino del capitano Corelli e Vanilla Sky
  - 2023 – Candidatura alla peggior attrice non protagonista per Secret Team 355

- San Diego Film Critics Society Awards
  - 2022 – Miglior attrice per Madres paralelas

- San Francisco Bay Area Film Critics Circle
  - 2022 – Candidatura alla migliore attrice per Madres paralelas

- Santa Barbara International Film Festival
  - 2009 – Miglior interpretazione per Lezioni d'amore e Vicky Cristina Barcelona
  - 2022 – Montecito Award

- São Paulo International Film Festival
  - 2007 – Miglior attrice straniera per Volver
  - 2007 – Miglior attrice straniera - Premio del pubblico per Volver
  - 2009 – Miglior attrice straniera - Premio del pubblico per Vicky Cristina Barcelona
  - 2010 – Miglior attrice straniera - Premio del pubblico per Gli abbracci spezzati

- Satellite Awards
  - 2006 – Candidatura alla miglior attrice in un film drammatico per Volver[26]
  - 2008 – Candidatura alla miglior attrice non protagonista per Lezioni d'amore
  - 2009 – Candidatura alla miglior attrice in un film drammatico per Gli abbracci spezzati[27]
  - 2009 – Candidatura per la miglior attrice non protagonista per Nine[27]
  - 2009 – Miglior cast per Nine[28]
  - 2019 – Candidatura alla miglior attrice non protagonista in una serie, miniserie o film per la televisione per American Crime Story - L'assassinio di Gianni Versace[29]
  - 2019 – Candidatura alla Miglior attrice non protagonista per Dolor y gloria[30]
  - 2022 – Candidatura alla migliore attrice in un film drammatico per Madres pararelas

- Scream Awards
  - 2011 – Candidatura alla miglior attrice fantasy per Pirati dei Caraibi - Oltre i confini del mare

- Southeastern Film Critics Association Awards
  - 2008 – Miglior attrice non protagonista per Vicky Cristina Barcelona

- St. Louis Film Critics Association Awards
  - 2008 – Candidatura alla miglior attrice non protagonista per Vicky Cristina Barcelona

- Teen Choice Awards
  - 2005 – Candidatura alla miglior attrice in un film d'azione/avventura/thriller per Sahara
  - 2005 – Candidatura per il miglior bacio in un film (con Matthew McConaughey) per Sahara
  - 2011 – Candidatura alla miglior attrice in un film sci-fi/fantasy per Pirati dei Caraibi - Oltre i confini del mare

- Toronto Film Critics Association Awards
  - 2006 – Candidatura alla miglior attrice per Volver
  - 2008 – Candidatura alla miglior attrice non protagonista per Vicky Cristina Barcelona
  - 2022 – Candidatura alla miglior attrice per Madres paralelas

- Village Voice Film Poll
  - 2008 – Miglior attrice non protagonista per Vicky Cristina Barcelona

- Washington DC Area Film Critics Association Awards
  - 2009 – Candidatura al miglior cast per Nine

## Riconoscimenti speciali
Nel 2011, al numero 6834 dell'Hollywood Boulevard, riceve una stella sulla celebre Hollywood Walk of Fame per il suo contributo all'industria cinematografica statunitense.